# Міністерство державного майна Російської імперії
Міністерство державного майна Російської імперії — орган державної виконавчої влади Кабінету Міністрів Російської імперії, який контролював державними землями та іншим державним майном.

## Історія
При установі міністерств в 1802 році створення окремого відомства для нагляду за державним майном не передбачалося. Ці функції розподілялися між підрозділами Міністерства внутрішніх справ та Міністерства фінансів. З 1811 року управлінням державним майном займався Департамент державних маєтностей Міністерства фінансів, потім — V відділення Власної е.и.в. канцелярії.
Міністерство державного майна було засновано 26 грудня 1837 року. У 1843 році до складу Міністерства перейшов з фінансового відомства Лісовий департамент разом з Корпусом лісничих. У 1845 році був утворений Департамент сільського господарства, в 1848-1856 та 1874-1881 роки у віданні міністерства було Державне кіннозаводство. З 1873 по 1905 рік до складу міністерства входив Гірський департамент, що до цього перебував у фінансовому відомстві. В 1894 році відомство було перетворено в Міністерство землеробства та державного майна. У травні 1905 року воно знову змінює профіль і статус — реорганізується в Головне управління землеустрою і землеробства, в якому зосередилося здійснення столипінських аграрних реформ. У жовтня 1915 Головне управління знову перетворюється на Міністерство землеробства.